# 에우제비우
에우제비우 다 시우바 페헤이라(포르투갈어: Eusébio da Silva Ferreira, 1942년 1월 25일 ~ 2014년 1월 5일)는 포르투갈의 은퇴한 축구 선수로 포지션은 공격수이다.

## 클럽 경력

### CD 막사케니
1942년 1월 25일 모잠비크의 수도 마푸투에서 태어나 1957년 15살의 어린 나이에 CD 막사케니에 입단하여 4시즌동안 42경기 77골의 폭발적인 득점력으로 1960 시즌 리그 우승의 주역으로 활약하면서 자신의 이름을 알리기 시작했다.

### SL 벤피카
1961년 포르투갈 프리메이라리가의 SL 벤피카로 이적한 뒤 1974-75 시즌까지 공식전 440경기 473골의 무시무시한 화력으로 팀의 리그 11회 우승 및 3회 준우승, 타사 드 포르투갈 5회 우승 및 4회 준우승과 2번의 4강 진출, 타사 다 온라 9회 우승 및 4회 준우승, 타사 히베이루 두스 헤이스 3회 우승, UEFA 챔피언스리그 1회 우승 및 3회 준우승, 인터콘티넨털컵 2회 준우승 등의 화려한 업적을 남기면서 벤피카의 전성기를 이끌었다.

### SL 벤피카 이후
벤피카에서의 전성기를 보낸 뒤 1975년부터 1980년까지 5년간 북미 사커 리그, 리가 MX, 세군다 디비상, 아메리칸 사커 리그, 메이저 인도어 사커 리그 등에서 공식전 95경기 32골을 기록했고 이 가운데 1976년 북미 사커 리그의 토론토 블리저드 소속으로 공식전 25경기 18골의 준수한 활약을 펼치며 팀의 리그 우승에 공헌했으며 프로 공식전 통산 577경기 582골을 기록한 뒤 23년간의 현역 선수 생활을 마감했다.

## 국가대표팀 경력

### 포르투갈 대표팀
1961년 10월 8일 국제 A매치 데뷔전인 룩셈부르크와의 1962년 FIFA 월드컵 유럽 지역 예선 6조 3차전에서 A매치 데뷔골을 신고했음에도 불구하고 팀은 2-4로 패하면서 예선 탈락의 쓴 잔을 마셨다.
그러나 1965년 1월 24일 튀르키예와의 1966년 FIFA 월드컵 유럽 지역 예선 4조 1차전에서 해트트릭을 작성하는 등 6경기 5골을 터뜨리며 포르투갈의 사상 첫 월드컵 본선 진출을 이끈 뒤 1966년 FIFA 월드컵 본선에도 참가하여 6경기에서 무려 8골로 득점왕에 올랐고 특히 북한과의 8강전에서 무려 포트트릭을 달성하며 3위라는 포르투갈의 역대 월드컵 최고 성적을 이끌어내는 맹활약을 펼쳤다.
그 뒤 1972년 브라질 인디펜던스컵에도 출전하여 8경기 4골로 팀의 준우승을 이끌었으며 이듬해인 1973년 3월 28일 북아일랜드와의 1974년 FIFA 월드컵 유럽 지역 예선 6조 3차전에서의 득점을 마지막으로 A매치 통산 64경기 41골의 성적을 남기고 국가대표팀 유니폼을 반납했다.

## 은퇴 후
친정팀인 SL 벤피카의 수석 코치 및 앰버서더로 활동했고 이후 남아프리카 공화국 케이프타운 경기장에서 열린 포르투갈과 북한의 2010년 FIFA 월드컵 G조 조별리그 2차전 경기를 관전하기도 했다.

## 사망
심장질환과 합병증으로 투병하던 중 2014년 1월 5일 오전 4시 30분(현지 시간) 수도 리스본의 루스 병원에서 향년 72세를 일기로 사망했고 이날 포르투갈 정부는 고인을 기리는 의미로 조기를 내걸고 나흘간을 국가 애도의 날로 지정했으며 포르투갈 전역에서도 조기를 내걸며 고인의 마지막 가는 길을 배웅했다.
그리고 이후 펠레, 프란츠 베켄바워 등 세계적인 축구 스타들은 물론 조아킹 시사누 전 모잠비크 대통령, 아니발 카바쿠 실바 포르투갈 대통령, 페드루 파수스 코엘류 포르투갈 총리 등도 고인을 애도했으며 사망 후 루미아르 공동묘지에 안장되었다가 2015년 7월 4일 나시오나우 팡테온으로 이장되었다.

## 수상

### 클럽
CD 막사케니
- 무삼볼라 : 우승 (1960)

SL 벤피카
- 프리메이라리가 : 우승 (1960–61, 1962–63, 1963–64, 1964–65, 1966–67, 1967–68, 1968–69, 1970–71, 1971–72, 1972–73, 1974–75), 준우승 (1965-66, 1969-70, 1973-74), 3위 (1961-62)
- 타사 드 포르투갈 : 우승 (1961-62, 1963-64, 1968-69, 1969-70, 1971-72), 준우승 (1964-65, 1970-71, 1973-74, 1974-75), 4강 (1962-63, 1967-68)
- 타사 다 온라 : 우승 (1962–63, 1964–65, 1966–67, 1967–68, 1968–69, 1971–72, 1972–73, 1973–74, 1974–75), 준우승 (1961-62, 1963-64, 1965-66, 1969-70)
- 타사 히베이루 두스 헤이스 : 우승 (1963–64, 1965–66, 1970–71), 3위 (1968-69)
- UEFA 챔피언스리그 : 우승 (1961-62), 준우승 (1962-63, 1964-65, 1967-68), 4강 (1971-72)
- 인터콘티넨털컵 : 준우승 (1961, 1962)

 토론토 블리저드
- 북미 사커 리그 : 우승 (1976)

 뉴저지 어메리컨스
- 아메리칸 사커 리그 : 4강 (1978)

### 국가대표팀
포르투갈
- FIFA 월드컵 : 3위 (1966)
- 브라질 인디펜던스컵 : 준우승 (1972)

### 개인
- FIFA 발롱도르 : 1965
- FIFA 월드컵 득점왕 : 1966
- 유러피언 골든슈 : 1968, 1973
- 볼라 지 프라타 : 1964, 1965, 1966, 1967, 1968, 1970, 1973
- UEFA 챔피언스리그 득점왕 : 1965, 1966, 1968
- 타사 드 포르투갈 득점왕 : 1962, 1964, 1965, 1969, 1972
- 모잠비크 1부 리그 득점왕 : 1960
- 포르투갈 올해의 선수 : 1970, 1973
- 포르투갈 골든볼 공로상 : 1991
- UEFA 회장상 : 2009
- PFA 공로상 : 1993
- BBC 공로상 : 1966
- FIFA 공로상 : 1994
- FIFA XI : 1963, 1967
- 골든풋 : 2003

- 헨리 왕자 공로장 Grand Cross
- 포르투갈 국가훈장 Grand Cross

#### 선정
- UEFA 주빌리 어워드 : 2003
- 플라카르 역대 100인
- Planète Foot's 역대 50인
- 구에린스포르티보 역대 50인
- 월드사커 역대 100인
- Venerdì's 역대 100인
- 프랑스풋볼 역대 월드컵 100인
- FIFA 100 : 2004
- FIFA 국제축구 명예의 전당
- IFFHS 세기의 선수 9위
- IFFHS 레전드

#### 발롱도르
- 1962 - 2
- 1963 - 5
- 1964 - 4
- 1965 - 1
- 1966 - 2
- 1967 - 5
- 1968 - 8
- 1970 - 22
- 1972 - 15
- 1973 - 7

## 사진

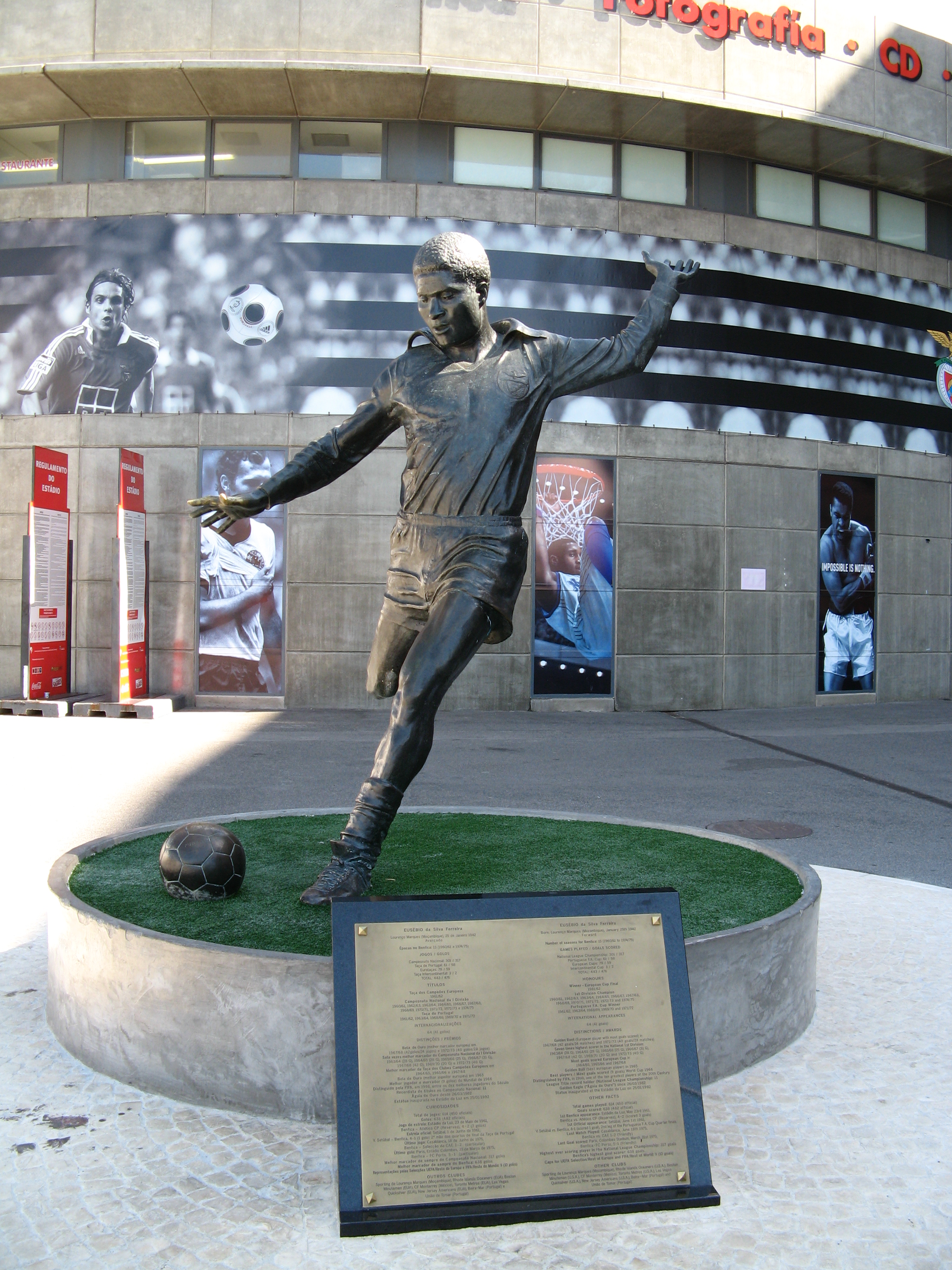
이스타디우 다 루스 앞에 설치된 에우제비우 동상
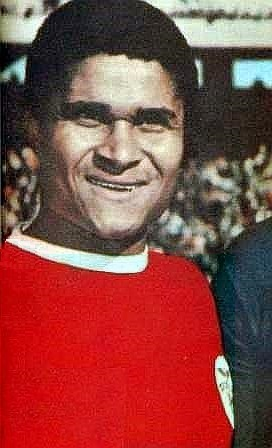
에우제비우가 벤피카 소속으로 뛰던 시절의 모습
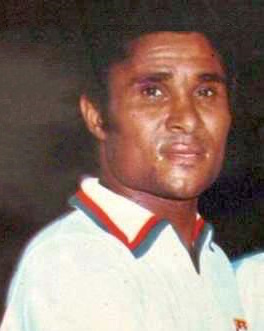
에우제비우가 포르투갈 대표팀에서 뛰던 시절의 모습